# Diethard Küster
Diethard Küster (* 25. Februar 1952 in Dortmund) ist ein deutscher Filmregisseur, Drehbuchautor und Filmproduzent.

## Leben
Diethard Küster studierte nach dem Abitur in Dortmund Germanistik und Erziehungswissenschaft an der Freien Universität Berlin.
1975 wurde er auf einer Reise in Chile vom damaligen chilenischen Geheimdienst Dirección de Inteligencia Nacional (DINA) festgenommen, im Folterzentrum Villa Grimaldi „verhört“ und nach mehrwöchigem Aufenthalt im Konzentrationslager Tres Álamos freigelassen.
Als Student gehörte er zur Sponti-Szene in Berlin. 1978 war er einer der Veranstalter des Treffen in Tunix, das heute als Wendepunkt der alternativen politischen Bewegung in Deutschland gilt.
Küster begann 1981 seine Karriere im deutschen Filmschaffen bei Hannelore Conradsen und Dieter Köster in den Filmen Mauerbande als Darsteller, setzte sie 1982 bei Filmschnitt und Produktionsleitung in Die kleine Freiheit und 1982/1983 als Darsteller in Wilde Clique fort.
1982 drehte er seinen ersten Film, Kevin Coyne – At the Last Wall, einen Musikfilm in dem Zirkuszelt Tempodrom direkt vor der Berliner Mauer auf dem Potsdamer Platz.
Küsters erster Spielfilm Va Banque, in dem er Regie führte, das Drehbuch schrieb und den er mit Manuela Stehr produzierte, erregte Aufmerksamkeit und wurde zu einem „Berlin-Kultfilm“. Neben den bekannten Darstellern Winfried Glatzeder und Rolf Zacher ließ Küster auch die Musiker Willy DeVille, Rio Reiser, Achim Reichel, Kevin Coyne, Joy Rider und in einer Nebenrolle Joschka Fischer (als Taxifahrer) auftreten. Die Deutsche Film- und Medienbewertung (FBW) zeichnete den Film mit dem Prädikat „wertvoll“ aus. Küster führte in den Folgejahren Regie in zwei Folgen der Serie Broti & Pacek – Irgendwas ist immer, fünf Folgen der Serie Alarm für Cobra 11 – Die Autobahnpolizei, drei Folgen der Comedyserie Allein unter Bauern und zwei Folgen der Serie Edel & Starck, womit er zu den Preisträgern des „Deutschen Fernsehpreises 2002“ gehörte.
Große Anerkennung erntete er für den Film Beautiful Losers über Marianne Faithfull, Leonard Cohen und Willy DeVille, dem er später auch mit der Herausgabe einer DVD-Box „Willy DeVille – Still Alive“ ein Denkmal setzte.
Küster lebt in Berlin.

## Filmografie (Auswahl)
- 2008/2010: Der Einsturz. Die Wahrheit ist tödlich, Fernsehfilm[7]
- 2007: Die Jäger des Ostsee-Schatzes, Fernsehfilm[8]
- 2005: Lasko – Im Auftrag des Vatikans (Death Train), Spielfilm
- 2005: Küss mich, Hexe!, brachte der Darstellerin Katja Riemann den Deutschen Fernsehpreis 2005 ein[9]
- 2001: Tatort: Tot bist Du!, Fernsehfilm aus der Kriminalreihe Tatort
- 2001: Klassentreffen – Mordfall unter Freunden
- 1999: Ein Vater im Alleingang
- 1998: Alarm für Cobra 11 – Die Autobahnpolizei: Im Fadenkreuz
- 1997: Beautiful Losers[10]
- 1987: Man kann ja nie wissen, Dokumentarfilm über den MERZ-Künstler Kurt Schwitters, 1988 nominiert für den Deutschen Filmpreis
- 1986: Va Banque (Prädikat: wertvoll)
- 1982: Kevin Coyne – At the Last Wall